# علي حسين (حكم كرة قدم)
علي حسين، حكم كرة قدم كويتي دولي سابق.
و قد حكم في كأس الخليج 1986، وقد أدار مباراة منتخب البحرين لكرة القدم ومنتخب عمان لكرة القدم في 2 ابريل 1986.